# Gabrnik (gmina Juršinci)
Gabrnik – wieś w Słowenii, w gminie Juršinci. W 2018 roku liczyła 263 mieszkańców.